# Inocenc II.
Inocenc II., vlastním jménem Gregorio Papareschi (datum narození neznámé, Řím – 24. září 1143, Řím) byl od 23. února 1130 do své smrti papežem.

## Život
Roku 1139 vydal papežskou bulu Omne Datum Optimum, která stanovila, že Řád templářů podléhá výhradně samotnému papeži a získává nezávislost na králích, místní světské vrchnosti i biskupech.

## Odkazy

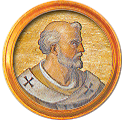
Portrét papeže Inocence II. v bazilice sv. Pavla za hradbami

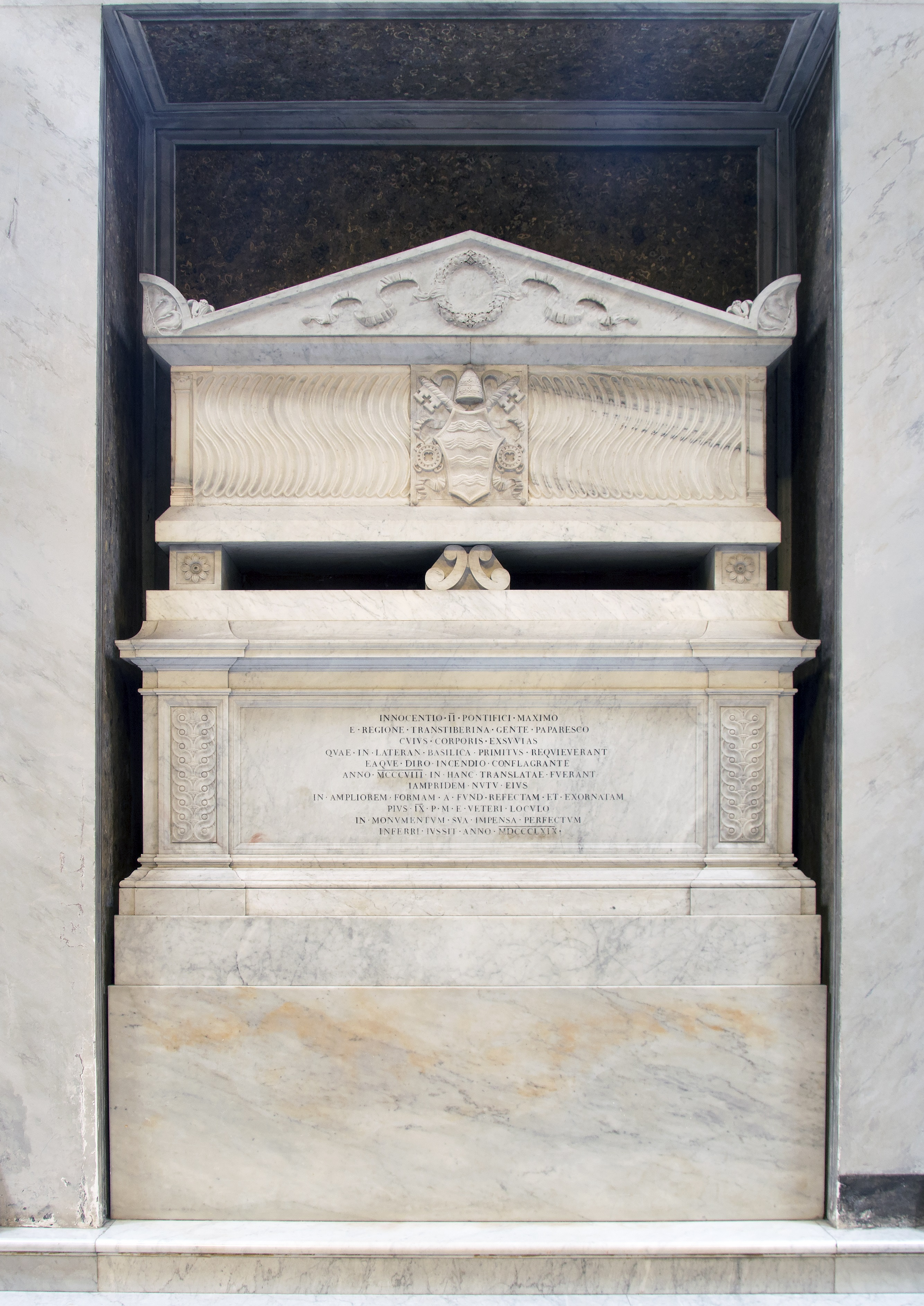
Hrobka papeže Inocence II. v bazilice Panny Marie v Trastevere